# Kroatistika
Kroatistika (njem. Kroatistik; lat. Croatistica) je znanost koja se u prvom redu bavi hrvatskim jezikom i hrvatskom književnošću, dok se Fakultet hrvatskih studija (kroatologija) uz navedeno bavi primarno sustavom proučavanja hrvatske kulture.
Dio je (slavističkog) jezikoslovlja.

## Povijest
Kroatistički studiji, kroz povijest organizirani na različite načine, neprekinuto traju od osnutka Sveučilišta u Zagrebu. Nastanak kroatističkog odsjeka na zagrebačkom sveučilištu povezan je sa izučavanjem slavenske filologije koja je na Filozofski fakultet uvedena pri osnivanju fakulteta 1874. godine. Dolaskom češkog slaviste Leopolda (Lavoslava) Geitlera (dotada docent Karlovog sveučilišta u Pragu), Sveučilište je dobilo prvog profesora slavistike koji je u nepunih jedanaest godina održao dvadeset i jedan kolegij iz slavenske filologije i poredbene gramatike indoeuropskih jezika. Geitlerovi kolegiji po prvi su put kroatistiku učinili sveučilišnom disciplinom i to kolegij “Oblici jezika hrvatskoga sa stajališta sravnjujućega” i “Glasoslovje starobugarsko (tj. stsl.) i hrvatsko”. Početkom 1875/76. Katedra za hrvatski ili srpski jezik i književnost odijeljenja je od Slavističke katedre. Na prijelazu stoljeća u okviru slavistike sve više se počinju emancipirati posebne nacionalne filologije, prvenstveno ruska, a uz nju i polonistika, bohemistika i druge. Kroatistika se u isto vrijeme nastavlja razvijati u okviru jugoslavistike ili serbokroatistike.

## Izori
1. 1 2 3 4 5  Kratak pregled povijesti Odsjeka za kroatistiku. Filozofski fakultet u Zagrebu. Pristupljeno 2. svibnja 2022.
2. 1 2  Goran Krnić. 2009. Kroatistika u Njemačkoj, između Bologne i Leipziga (PDF). Mitteilungsblatt der Deutschen Gesellschaft für Kroatistik

## Vanjske poveznice
- LZMK / Hrvatska enciklopedija: kroatistika
- LZMK / Proleksis enciklopedija: kroatistika
- Institut za hrvatski jezik i jezikoslovlje  Arhivirana inačica izvorne stranice od 19. siječnja 2012. (Wayback Machine)
- Kroatika između uspjeha i komporomisa Vjesnik
- Kroatistika u svijetu, Vjesnik